# Новая Рубленица
Новая Рубленица также Рубленица Ноуэ (рум. Rubleniţa Nouă) — село в Сорокском районе Молдавии. Наряду с селом Рубленица входит в состав коммуны Рубленица.

## География
Село расположено на высоте 192 метра над уровнем моря.

## Население
По данным переписи населения 2004 года, в селе Рубленица Ноуэ проживает 179 человек (92 мужчины, 87 женщин).
Этнический состав села:
| Национальность | Число жителей | Процентный состав |
| -------------- | ------------- | ----------------- |
| молдаване      | 176           | 98,32             |
| украинцы       | 2             | 1,12              |
| русские        | 1             | 0,56              |
| Всего          | 179           | 100 %             |